# Rubin Carter
Rubin Carter, zis „Uraganul” (engleză The Hurricane; n. 6 mai 1937, Clifton⁠(d), New Jersey, SUA – d. 20 aprilie 2014, Toronto, Ontario, Canada) a fost un boxer profesionist american-canadian, care a ajuns cunoscut deoarece a fost condamnat pe nedrept la peste 20 de ani de pușcărie. Mai multe celebrități s-au implicat pentru eliberarea acestuia, printre care se află și Bob Dylan sau Muhammad Ali. Povestea acestuia a ajuns cunoscută cu filmul The Hurricane, unde Denzel Washington l-a interpretat pe Carter, rol pentru care a fost nominalizat la Oscar.